# Jan Wilhelm (książę Saksonii-Eisenach)
Johann Wilhelm (ur. 17 października 1666, zm. w styczniu 1729 w Eisenach) – książę Saksonii-Eisenach. Jego władztwo było częścią Świętego Cesarstwa Rzymskiego. Pochodził z rodu Wettynów.
Urodził się jako syn księcia Saksonii-Marksuhl (od 1671 Saksonii-Eisenach) Jana Jerzego I i jego żony księżnej Joanetty. Na tron wstąpił po bezpotomnej śmierci starszego brata księcia Jana Jerzego II 10 listopada 1698.
Książę Jan Wilhelm był czterokrotnie żonaty. Po jego śmierci następcą został najstarszy syn Wilhelm Henryk.